# 湯ノ口温泉
湯ノ口温泉（ゆのくちおんせん）は、三重県熊野市（旧南牟婁郡紀和町、旧紀伊国）にある温泉。

## 泉質
- ナトリウム・カルシウム-塩化物泉[1]

## 温泉街

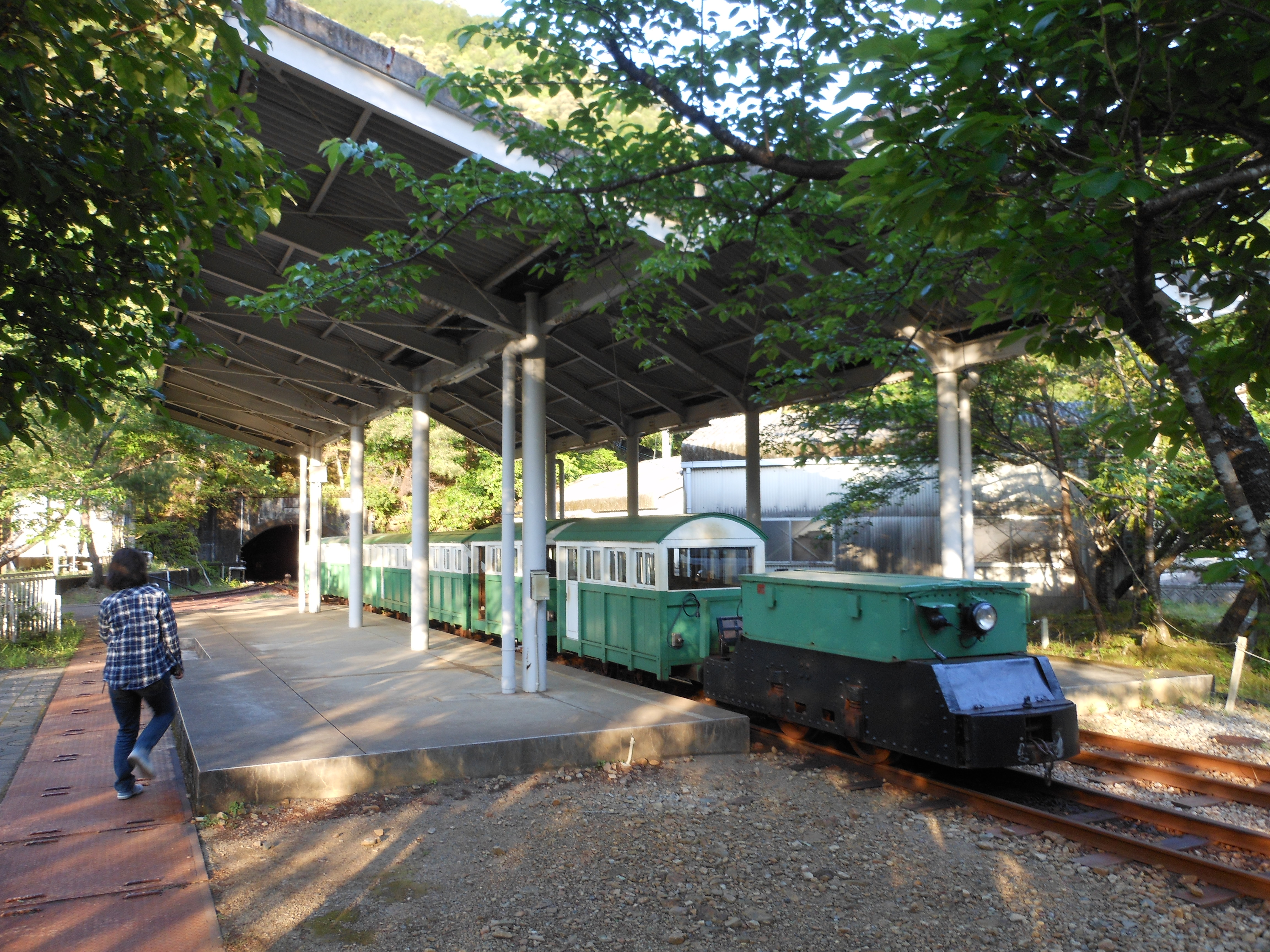
鉱山トロッコ電車

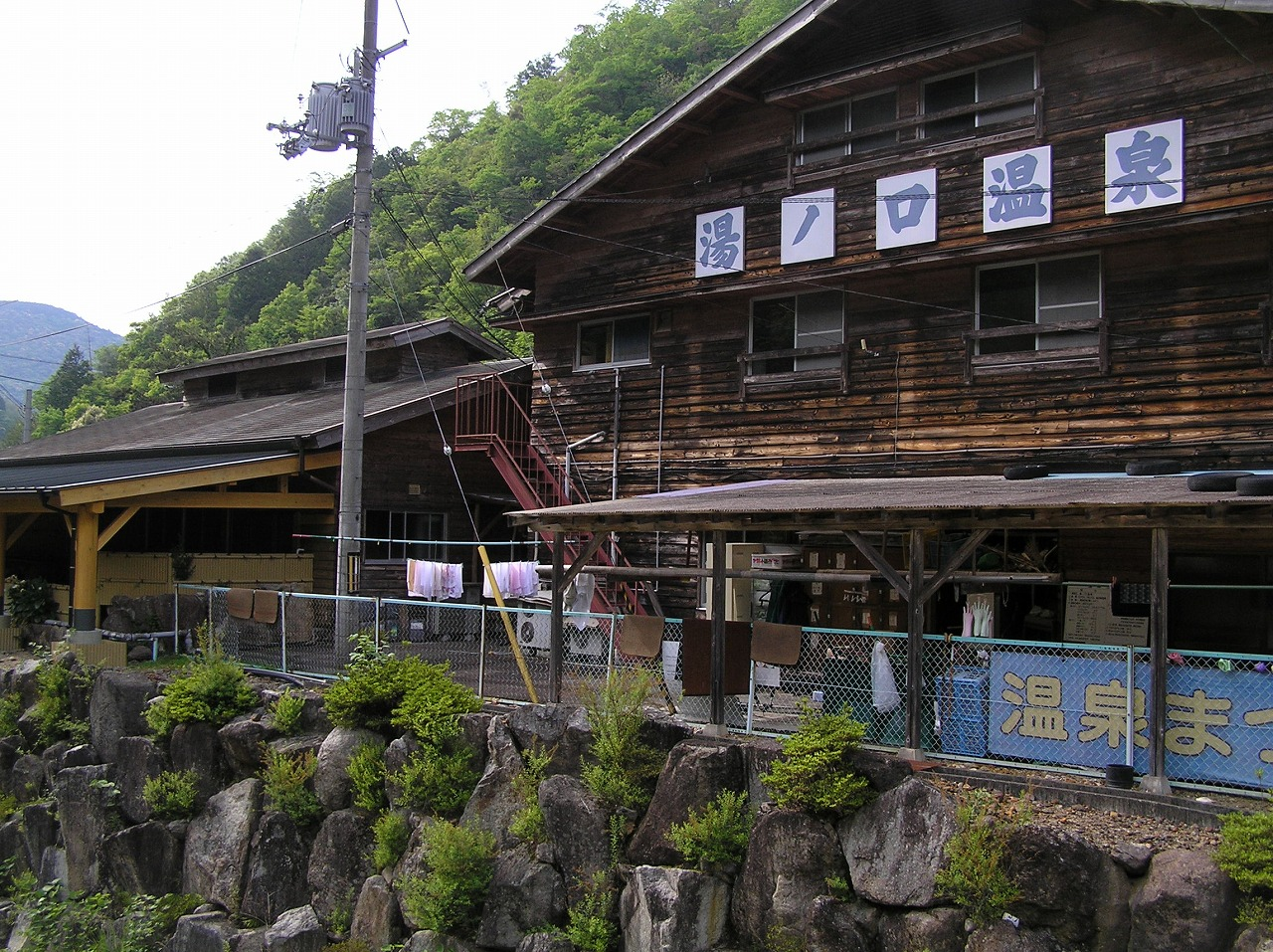
旧温泉宿（湯元山荘湯ノ口温泉）

北山川を望む河畔に鉄筋コンクリート造りの入鹿温泉ホテル瀞流荘と、車で約10分ほど離れた山間にある湯元山荘湯ノ口温泉の2軒の旅館が存在。瀞流荘から湯ノ口温泉へは、鉱山鉄道の廃線跡を活用した鉱山トロッコ電車で移動することも可能。両地を約10分で結ぶ。
湯元山荘湯ノ口温泉は湯治場も備えた山間の鄙びた温泉場である。

## 歴史
開湯は約700年前、後醍醐天皇の指示でこの周辺の金山を開発した際に発見されたとされる。南北朝時代には既に温泉地として開かれていた。
その後の鉱山開発などで昭和初期には温泉は枯れてしまった。しかし、1978年（昭和53年）に鉱山が閉山後にボーリング調査を行った際、地下1300mに源泉を発見し1979年（昭和54年）に湯元が営業を始めて湯ノ口温泉は復活した。鉱山開発により枯渇したことがある温泉は、他にもいわき湯本温泉などがある。
1992年（平成4年）10月8日、元イギリス人捕虜のイルカボーイズが慰霊のために来日し、湯ノ口温泉の瀞流荘に宿泊した。1997年（平成9年）5月1日、国民保養温泉地に指定。
2015年（平成27年）3月26日、湯元山荘湯ノ口温泉が木造平屋建てで新築された。1982年（昭和57年）から使用していた旧宿は取り壊されて新施設の駐車場となった。

## アクセス
- JR紀勢本線熊野市駅または阿田和駅から熊野市・御浜町広域バスに乗り「瀞流荘」で下車。トロッコ電車に乗り換え約10分。[3]

## 紀州鉱山
紀州鉱山は石原産業が運営していた鉱山。三和鉱山などで構成される。銅鉱石などを採掘していた。1978年閉山。鉱山トロッコ電車は、閉山後の紀州鉱山鉄道の一部を再活用したものである。

## 鉱山トロッコ電車
鉱山トロッコ電車は紀州鉱山鉄道の廃線跡の一部を活用したトロッコ列車。現在はバッテリー機関車が使われているが、鉱山鉄道当時は架線集電であった。1987年より観光用トロッコとして試験的に運行を開始し、1989年から通年運行されるようになった。軌間は610mm。旧小口谷駅構内に設けられた瀞流荘駅と旧湯ノ口駅である湯ノ口温泉駅の間を運行する。駅間の多くの区間が複線断面の隧道となっている。空気バネ等はなく、車輪の振動が座席にダイレクトに伝わる。料金は片道270円(2015年4月1日より)。2001年（平成13年）9月20日に脱線事故を起こし、乗客1人が重傷を負ったことから翌年1月末まで運行を休止していた。
2016年（平成28年）10月から12月まで、テレビアニメ『サザエさん』のオープニング映像に登場した。
2024年12月現在、施設の安全点検のため当面の間運休となっている。